# Phoolan Devi
Phoolan Devi (Bandit Queen), född 10 augusti 1963, död 25 juli 2001 (mördad), var en indisk politiker (Samajwadi Party) med ett tidigare kriminellt förflutet. Hon var vid sin död välkänd över hela landet, bland annat som "Indiens Robin Hood".

## Biografi
Phoolan Devi kom från Uttar och tillhörde ett av de lägre kasten. Hon såldes vid elva års ålder, för 100 rupier, en cykel och en ko, som hustru till en betydligt äldre man. Hon rymde från äktenskapet och utstöttes därmed ur samhällsgemenskapen. Därefter blev hon bortrövad av ett stråtrövargäng och inledde en lång kriminell karriär. Efter att först ha utsatts för en grym gruppvåldtäkt hämnades hon 1981 med att låta döda 22 män ur kasten thakur. Hon anklagades senare för ett flerårigt skräckvälde i Chambal-dalen i delstaten Madhya Pradesh på gränsen mot delstaten Uttar Pradesh, med mer än 70 människor dödade. Polisen efterlyste Devi, som greps och 1983 fängslades utan rättegång, anklagad för bland annat mord. Hon släpptes från fängelset 1994, då hon gifte sig och övergick till buddhismen. 
Därefter gick Devi in i politiken och blev två gånger invald i det indiska parlamentet för partiet Samajwadi. 
År 1994 filmatiserades hennes liv i filmen Bandit Queen, som dock inledningsvis förbjöds av den indiska filmcensuren, bland annat på grund av en våldtäktsscen. Efter diverse redigeringar släpptes filmen 1996, och fick då en stor publik runt om i världen.
I ett utslag av blodshämnd från thakurkasten mördades hon 2001 utanför sitt hem i ett attentat just av en grupp thakurynglingar. Hon var då sittande parlamentsledamot.

## Filmatisering
- Bandit Queen, 1994, indisk film regisserad av Shekhar Kapur.[10][11]